# Чорний Дмитро Миколайович
Чорний Дмитро Миколайович (нар.30 травня 1959, м. Харків) — український історик, доктор історичних наук, професор, завідувач кафедри українознавства філософського факультету Харківського національного університету імені В. Н. Каразіна.

## Життєпис

### Біографія
Дмитро Чорний народився 30 травня 1959 року у м. Харкові.
По закінченні з відзнакою загальноосвітньої школи № 10 м. Харкова, 1976 року вступив на історичний факультет Харківського державного університету імені О. М. Горького, який закінчив також з відзнакою 1981 року.
Потягом 1981—1991 років займав посади асистената, старшого викладача кафедри історії КПРС ХДУ імені О. М. Горького.
У 1986 році успішно захистив кандидатську дисертацію «Третій з'їзд РСДРП. Історіографія».
У 1991—1994 роках він працював доцентом кафедри політичної історії, протягом 1994—1999 років — доцентом загальноуніверситетської кафедри історії України.
З 1999 року — доцент, а з 2009 року — професор кафедри українознавства філософського факультету.
Упродовж 2000—2007 років був науковим співробітником Інституту української археографії та джерелознавства імені М. С. Грушевського НАН України
У 2001 - 2012 роках обіймав посаду заступника декана з наукової роботи філософського факультету Харківського національного університету імені В. Н. Каразіна.
У 2008 році захистив докторську дисертацію «Міста Лівобережної України наприкінці XIX — на початку XX ст.». 
На цей час є завідувачем кафедри українознавства філософського факультету Харківського національного університету імені В. Н. Каразіна.

### Громадська робота
Д. Чорний є членом редколегії та відповідальним секретарем Вісника ХНУ імені В. Н. Каразіна серія «Історія України. Українознавство: історичні та філософські науки».

### Науковий доробок
Дмитро Чорний є автором понад 80 наукових публікацій, зокрема 3 монографій, а також співавтор «Історії міста Харкова XX століття».
Під його науковим керівництвом підготовано двох кандидатів історичних наук.
Вперше провів аналіз соціально-політичних процесів модернізації міст Лівобережної України наприкінці XIX — на початку XX ст.
Основні наукові публікації:
- Чорний Д. М. Харків початку XX століття: історія міста, долі людей. — Харків, 1995. — 114 с.
- Чорний Д. М. По лівий бік Дніпра: проблеми модернізації міст України (кінець XIX — початок XX ст.). — Харків: ХНУ імені В. Н. Каразіна, 2007. — 304 с.
- Політична історія України: Навчальний посібник. — 2-вид., доп. / За ред. В. І. Танцюри. — К.: Академвидав, 2008. — С. 42—99, 182—215.
- Історія міста Харкова XX століття / О. Н. Ярмиш, С. І. Посохов, А. І. Епштейн та ін. — Харків: Фоліо; Золоті сторінки, 2004. — С. 6—13, 19—32, 64—66, 85—86.
- Чорний Д. Чи був Харків промисловим центром? (До питання про критерії класифікації міст України початку XX ст.) // Третій міжнародний конгрес україністів: 26-29 серпня 1996 р. Історія. — Х., 1996. — С. 12—15.
- Черный Д. Н. Городское население Украины в начале ХХ века // Вопросы истории. — 2000. — № 11-12. — С. 145-151.
- Чорний Д. Про ідеологічні стереотипи, історичні новації, фактичні дрібнички та неупередженість («зав'язка» XX ст. в сучасній російській історіографії) // Схід-Захід (історико-культурологічний збірник). — Вип.4. — Спеціальне видання. Rossia et Britannia: Імперії та нації на окраїнах Європи. — Харків: «Новый Вид», 2001. — С. 259-270.
- Чорний Д. М. Сергій Миколайович Жевержеєв: купець і громадський діяч // Вісник Харківського національного ун-ту ім. В. Н. Каразіна. — № 566. — Історія. — Вип.34. — Харків, 2002. — С. 260—267.
- Чорний Д. М. Документи державних архівів областей України та Російського державного історичного архіву в Санкт-Петербурзі про міста України на початку XX ст.: порівняльний аналіз інформаційних можливостей фондів // Студії з архівної справи та документознавства. — Т.9. — К., 2003. — С. 123—126.
- Чорний Д. Взаємовплив чи асиміляція: українці та росіяни по містах Лівобережжя на початку XX ст. // Пам'ять століть. — 2004. — № 2. — С. 130—142.
- Чорний Д. М. Торгівля в Харкові на початку XX ст. // Український історичний журнал. — 2005. — № 5. — С. 53—59.
- Чорний Д. М. Соціально-економічний розвиток міста Суми на початку XX ст. // Сумська старовина. — 2005. — № XVI—XVII. — С. 119—125.
- Чорний Д. М. Ремісники Харкова і Чернігова на початку XX ст.: порівняльна характеристика суспільної верстви // Вісник Харківського національного ун-ту імені В. Н. Каразіна. — № 871. — Історія України. Українознавство: історичні та філософські науки. — Вип.12. — Х.,2009. — С. 18-22.
- Чорний Д. М. Законодавча і виконавча влади в Конституції УНР: проблеми оцінки документа // Вісник Харківського національного ун-ту імені В. Н. Каразіна. — № 906. — Історія України. Українознавство: історичні та філософські науки. — Вип.13. — Харків, 2010. — С. 47—53.